# Qinzhou
Qinzhou is een stad in de gelijknamige prefectuur in het zuidwesten van de regio Guangxi, Volksrepubliek China. Bij de volkstelling van 2020 had de stad 771.052 inwoners, de gehele prefectuur had 3.302.238 inwoners.
Het westelijk deel van Qinzhou grenst aan zee, de Golf van Tonkin.
Vóór de oprichting van Volksrepubliek China, maakte deze stadsprefectuur uit van de provincie Guangdong. De plaatselijke bevolking hier spreekt een Kantonees dialect, het Qinzhouhua.
De beroemde Hakkanese generaal van de Qing-dynastie, Liu Yongfu, is in een dorp in deze stadsprefectuur geboren.